# サザンブロッティング
サザンブロッティング (Southern blotting) とは、エドウィン・サザンが考案した、DNAを同定するための手法である。この手法により、異なる塩基配列を持つさまざまな二重らせんのDNAの混合溶液から、ある特定の塩基配列を持つ分子が存在するかどうかを確かめることが可能である。
名前の由来は、開発者であるエドウィン・サザンの名によるが、この技術を応用して考案された他の方法は、氏の名にあやかりノーザンブロッティングやウェスタンブロッティングと名づけられた。サザンブロッティングは人名由来のため、英文中においてもSouthern-と大文字で書き始められるが、ノーザンブロッティングやウェスタンブロッティングは人名ではないため、northern-、western-と小文字で書き始める慣例がある。

## 概要
サザンブロット法の第一段階はゲル電気泳動である。ゲル電気泳動とは、試料溶液を流したゲル上で電荷を持つ溶質を大きさや形、全体の電荷密度によって分離する操作である。溶質がDNAの場合、形と電荷密度は一定なので、その長さのみで分けられる。この操作により、塩基対数によりDNAが集まったゲル上の領域を出現した斑点をスポットという。
次の段階は、ゲルを強塩基溶液に浸しながら、ナイロンなどの膜に接触させることである。膜には、二重らせんよりも一本鎖のDNAへの吸着性が強いものを選ぶ。ゲルは多孔性の構造をしているため、強塩基溶液に浸かったゲルのDNAに毛細管現象が働く。そのため、DNAは変性し、一本鎖として膜に移動する。そして、UVもしくは煮沸により膜に固定する。この後、最後の段階として膜上のDNAの塩基配列を同定する。
同定には、ハイブリッド形成を利用する。確認したい塩基配列と相補的な一本鎖に標識を施したものをスポットに付着させる。標識には、リンの放射性同位体やジゴキシゲニン (DIG)、アルカリフォスファターゼ付加などが用いられる。スポットにその配列を含むDNAがあるのなら、二重らせんDNAが発生する。そのため、オートラジオグラフィーなどによって二重らせんを確認することで、同定することができる。
サザンブロット法を使うと、試料に100万個ものDNAがあっても、その中から特定の配列の有無を容易に判定できる。これは、ゲル電気泳動の精度が優れているためだ。ゲル電気泳動では、数百ほどのヌクレオチドからなる核酸で、ヌクレオチドの数が1つだけ違ってもそれを区別することができる(1)。また、構成するヌクレオチドが数百万にもなる全染色体からでも、パルスフィールドゲル電気泳動という方法で個々の染色体を分離することができる。
サザンブロット法はさまざまな研究や技術に貢献している。例えば、ある遺伝子が変異したと思われるとき、それが本当なのかを確認することである。この場合、確かめる遺伝子の配列を認識部位とする制限酵素でDNAを処理し、得られた試料にサザンブロット法を適用する。もし、その遺伝子に変異が起きていたら、その部位が切断されないので、その部位を含む断片は長くなる。このため、ゲル電気泳動で生じる、その断片のスポットの位置が変化する。
このようにして検出される変異には、病気の原因となる場合や、病気の原因となる変異と密接に関係している場合もある。例えば、鎌状赤血球、のう胞繊維症、ハンチントン舞踏病などの遺伝病は、サザンブロット法を用いた制限断片長多型解析によって診断できる。